# انتخابات فرمانداری ایلینوی (۲۰۱۸)
انتخابات فرمانداری ایلینوی (۲۰۱۸) (انگلیسی: Illinois gubernatorial election, 2018) به عنوان بخشی از انتخابات عمومی ایالت ایلینوی برگزار می‌شود.
در این انتخابات فرماندار تعیین می‌شود. در ۲۰ مارس ۲۰۱۸ انتخابات مقدماتی احزاب دموکرات و جمهوری‌خواه برگزار خواهد شد و در۶ نوامبر ۲۰۱۸ انتخابات عمومی برگزار می‌شود. فرماندار بروس رانر از حزب جمهوری‌خواه برای دومین بار درانتخابات فرمانداری شرکت می‌کند.